# Daspletis salicior
Daspletis salicior är en tvåvingeart som beskrevs av H. Oldroyd 1974. Daspletis salicior ingår i släktet Daspletis och familjen rovflugor. Inga underarter finns listade i Catalogue of Life.